# R・G・アームストロング
R・G・アームストロング（英: R. G. Armstrong, 本名：Robert Golden Armstrong, Jr., 1917年4月7日 - 2012年7月27日）は、アメリカ合衆国の俳優。

## 来歴
1917年、アラバマ州ジェファーソン郡に生まれる。後に同州のバーミングハムへ移住し、そこで育った。高校卒業後は地元アラバマの大学へ入学するが、後にノースカロライナ大学チャペルヒル校へ編入。大学在学中から演劇に興味を抱き、学内の劇団などへも参加した。大学卒業後にはアクターズ・スタジオで更に演劇を学んだ。しばらくして、ブロードウェイで舞台デビューを果たし、キャリアをスタート。オフ・ブロードウェイなどの舞台へも立ち、役者としての修業を積む。1954年に『エデンの園』で映画デビュー。1950年代後半からはテレビドラマへも進出し、一躍俳優として知られるようになった。
1960年代から1970年代には『昼下りの決斗』など映画や『ローハイド』などのテレビ・シリーズのゲスト出演など、数々の西部劇へ出演した。また、サム・ペキンパー監督作品にも起用され、先述の『昼下りの決斗』、『ダンディー少佐』（1965年）、『砂漠の流れ者（ケーブルボーグのバラード）』（1970年）、『ビリー・ザ・キッド/21才の生涯』（1973年）にも脇役出演し、粗野で武骨な個性を見せた。
その後もコンスタントに様々な作品へ出演し、米国ロケもされたマカロニ・ウエスタン『ミスター・ノーボディ』（1973年）にも起用されたが、R・K・アームストロング（R.K.Armstrong）とクレジットされている。また、バージョン違いではR・G・アームストロングと正式名でクレジットされていたりもする。『ミスター・ノーボディ』の主演者だったイタリア俳優のテレンス・ヒルの本格的ハリウッド進出作『Mr.ビリオン』（1976年）にも助演している。
1980年代にはチャック・ノリス主演、スティーヴ・カーヴァー監督の『テキサスSWAT』（1983年）、アーノルド・シュワルツェネッガー主演の『プレデター』（1987年）などへも出演している。特にカーヴァー監督作品には目立って起用され、『超高層プロフェッショナル』（1979年）、『ザ・ダイバー/炎の脱出』（1986年/テレビ映画）、『サンダー・ブラスト/地上最強の戦車』（1987年）にも出演している。

### 私生活
3回の結婚歴があり、1957年に最初の妻でアニメーターのアン・ニールと結婚して4児の父親となったが、1972年に離婚した。1973年から1976年にかけて2度目の結婚をし、その後は1993年に最後の妻のメアリー・クレイヴンと結婚した。

### 死去
2012年7月27日、カリフォルニア州ロサンゼルスのスタジオ・シティにあった自宅で老衰のため、死去。95歳だった。

## 出演作品

### 映画
| 公開年 | 邦題 原題                                                                      | 役名                               | 備考                                     |
| ------ | ------------------------------------------------------------------------------ | ---------------------------------- | ---------------------------------------- |
| 1956   | ベビイ・ドール Baby Doll                                                       | シド                               | 声の出演 クレジット無し                  |
| 1957   | 群衆の中の一つの顔 A Face in the Crowd                                         | TV Prompter Operator               | クレジット無し                           |
| 1958   | 向う見ずの男 From Hell to Texas                                                | ボイド                             |                                          |
| 1958   | ニューヨークの顔役 Never Love a Stranger                                       | フリックス                         |                                          |
| 1960   | 蛇皮の服を着た男 The Fugitive Kind                                             | ジョーダン・タルボット             |                                          |
| 1962   | 昼下りの決斗 Ride the High Country                                             | ジョシュア                         |                                          |
| 1964   | みな殺しの西部 He Rides Tall                                                   | ジョシュア・"ジョシュ"・マクラウド |                                          |
| 1965   | ダンディー少佐 Major Dundee                                                    | ダールストロム                     |                                          |
| 1966   | エル・ドラド El Dorado                                                         | ケビン・マクドナルド               | 日本で世界初公開、アメリカでは1967年公開 |
| 1969   | 80歩大行進 80 Steps to Jonah                                                   | マクレイ                           |                                          |
| 1970   | 砂漠の流れ者/ケーブル・ホーグのバラード The Ballad of Cable Hogue              | クイットナー                       |                                          |
| 1970   | マクマスターズ The McMasters                                                   | ワトソン                           | 日本劇場未公開                           |
| 1970   | ボクサー The Great White Hope                                                  | ダン                               |                                          |
| 1972   | 賞金稼ぎのバラード J. W. Coop                                                  | ジム・ソーヤー                     | 日本劇場未公開                           |
| 1972   | ファイナル・カムダウン The Final Comedown                                      | フリーマン                         | 日本劇場未公開                           |
| 1972   | ミネソタ大強盗団 The Great Northfield Minnesota Raid                           | クレル・ミラー                     |                                          |
| 1973   | ビリー・ザ・キッド/21才の生涯 Pat Garrett and Billy the Kid                    | ボブ・オリンジャー                 |                                          |
| 1973   | 白熱 White Lightning                                                           | ビッグベア                         |                                          |
| 1973   | ミスター・ノーボディ My Name Is Nobody                                         | ジョン                             |                                          |
| 1975   | 悪魔の追跡 Race with the Devil                                                 | テイラー保安官                     |                                          |
| 1975   | 爆走トラック'76 White Line Fever                                               | 検察官                             |                                          |
| 1976   | ステイ・ハングリー Stay Hungry                                                 | ソー・エリクソン                   | 日本劇場未公開                           |
| 1976   | ウーマン・リベンジャー/復讐の美女姉妹体当りスーパーバイオレンス Dixie Dynamite | チャールズ・ホワイト               | 日本劇場未公開                           |
| 1977   | Mr.ビリオン Mr. Billion                                                        | T・C・ビショップ保安官             |                                          |
| 1977   | ザ・カー The Car                                                               | エイモス・クレメンツ               |                                          |
| 1977   | 怒りの群れ The Pack                                                            | コッブ                             |                                          |
| 1978   | 天国から来たチャンピオン Heaven Can Wait                                       | ゼネラル・マネージャー             |                                          |
| 1978   | ワイルド・テキサス The Time Machine                                            | バート                             | 日本劇場未公開                           |
| 1978   | 地獄の犬 Devil Dog: The Hound of Hell                                          | ダンワース                         | テレビ映画                               |
| 1978   | タイム・マシーン The Time Machine                                              | ハリス                             | テレビ映画                               |
| 1979   | ラスト・ガンマン The Legend of the Golden Gun                                  | ハリソン・ハーディング             | テレビ映画                               |
| 1979   | さよならミス・ワイコフ Good Luck, Miss Wyckoff                                 | ヘミングス                         |                                          |
| 1979   | 超高層プロフェッショナル Steel                                                 | ケリン                             |                                          |
| 1981   | デビルスピーク Evilspeak                                                       | 軍曹                               |                                          |
| 1981   | ハイジャック・コネクション/クーパーの大仕事 The Pursuit of D. B. Cooper        | デンプシー                         | 日本劇場未公開                           |
| 1981   | レッズ Reds                                                                    | Government Agent                   |                                          |
| 1982   | 戦慄!呪われた夜 The Beast Within                                               | シューンメイカー医師               | 日本劇場未公開                           |
| 1982   | ハメット Hammett                                                               | オハラ                             |                                          |
| 1982   | シャドー・ライダー The Shadow Riders                                           | マイルズ・ジレット                 | テレビ映画                               |
| 1983   | テキサスSWAT Lone Wolf McQuade                                                 | T.タイラー                         |                                          |
| 1984   | チルドレン・オブ・ザ・コーン Children of the Corn                              | ディール                           | 日本劇場未公開                           |
| 1986   | 明日へのタッチダウン The Best of Times                                         | Schutte                            | 日本劇場未公開                           |
| 1986   | 爆発!海底大油田/ファイヤー・インフェルノ Oceans of Fire                        | ラスティ・ウェスト                 | テレビ映画                               |
| 1986   | 夕陽のストレンジャー Red Headed Stranger                                       | リース・スコビー                   | 日本劇場未公開                           |
| 1987   | パッコン学園 Jocks                                                             | ベトルボム                         | 日本劇場未公開                           |
| 1987   | プレデター Predator                                                            | ホーマー・フィリップス少将         |                                          |
| 1988   | サンダーブラスト 地上最強の戦車 Bulletproof                                    | マイルズ・ブラックバーン           |                                          |
| 1989   | ゲットー・ブラスター Ghetto Blaster                                            | カーティス                         | 日本劇場未公開                           |
| 1990   | ディック・トレイシー Dick Tracy                                                | プルーンフェイス                   |                                          |
| 1993   | ザ・ハルマゲドン/ワーロック リターンズ Warlock: The Armageddon                 | フランクス                         | 日本劇場未公開                           |
| 1993   | クレイジージョー Dead Center                                                   | アート・フェンサー                 | 日本劇場未公開                           |
| 1995   | 侵入者 Payback                                                                 | マック                             |                                          |
| 1996   | ルーザー Don't Look Back                                                       | アイザイア・パリッシュ             | テレビ映画                               |
| 1998   | 仮面の男 The Man in the Iron Mask                                              | Old Farmer                         |                                          |
| 1999   | ゴースト・アウトローズ Purgatory                                               | Coachman                           | テレビ映画                               |

### テレビ
| 放映年    | 邦題 原題                                                   | 役名                                                         | 備考                                                              |
| --------- | ----------------------------------------------------------- | ------------------------------------------------------------ | ----------------------------------------------------------------- |
| 1958      | 西部の男パラディン Have Gun – Will Travel                   | S・J・ラヴェット/トム・ジャフィー                            | 2エピソード                                                       |
| 1958      | カリフォルニアンズ The Californians                         | マローン                                                     | 2エピソード                                                       |
| 1958      | ライフルマン The Rifleman                                   | トムリンソン                                                 | 2エピソード                                                       |
| 1958      | ブロンコ Bronco                                             | ハーディン牧師                                               | シーズン1 第3話 "The Turning Point"                               |
| 1958-1959 | アリゾナ・トム Sugarfoot                                    | ルー・ストーナー/クレイ・カルホーン                          | 2エピソード                                                       |
| 1958-1959 | テキサン The Texan                                          | ビッグ・サム・オルドリッジ/クリフ・クリフォード              | 2エピソード                                                       |
| 1958-1962 | 弁護士ペリー・メイスン Perry Mason                          | ジョン・グレゴリー/ハリー・ブライト/マシュー・バートレット   | 3エピソード                                                       |
| 1959      | モーガン警部 U.S. Marshal                                   | リンク・トンプソン                                           | シーズン1 第20話 "Grandfather"                                    |
| 1959      | 連邦保安官 Lawman                                           | ベン・ロジャース/ゲイブ・ダラス                              | 2エピソード                                                       |
| 1959      | 拳銃無宿 Wanted Dead or Alive                               | エイサ・ウィンター                                           | シーズン2 第9話 "The Tyrant"                                      |
| 1959-1960 | マーベリック Maverick                                       | ウェリントン・コスグローヴ/カール・ベント                    | 2エピソード                                                       |
| 1959-1965 | ローハイド Rawhide                                          | 様々な役                                                     | 4エピソード                                                       |
| 1959-1966 | ボナンザ Bonanza                                            | キース・ジャレル/ネイサン・クレイ/アンドリュー・ハロウェイ   | 3エピソード                                                       |
| 1959-1972 | ディズニーランド Disneyland                                 | フィスク/ビリー・ソト/ジャック・オニール                     | 4エピソード                                                       |
| 1960      | ついてる男 Mr. Lucky                                        | マイク・ヘイリー                                             | 第24話 "I Bet Your Life"                                          |
| 1960      | 遙かなる西部 The Westerner                                  | シェル・デイヴィッドソン                                     | 第2話 "School Days"                                               |
| 1960      | 西部の対決 The Tall Man                                     | ニール・ベイリー                                             | シーズン1 第12話 "Bitter Ashes"                                   |
| 1960-1961 | シャイアン Cheyenne                                         | ナタナエル・グリム/アンガス・エメット                        | 2エピソード                                                       |
| 1960-1962 | ヒッチコック劇場 Alfred Hitchcock Presents                  | フレッド・リオーダン/ボーン                                  | 2エピソード                                                       |
| 1960-1962 | ララミー牧場 Laramie                                        | 様々な役                                                     | 5エピソード                                                       |
| 1961      | バット・マスターソン Bat Masterson                          | ウィリアム・マクウィリアムズ                                 | シーズン3 第25話 "No Amnesty for Death"                           |
| 1961      | メイベリー110番 The Andy Griffith Show                      | フリント                                                     | シーズン1 第27話 "Ellie Saves a Female"                           |
| 1961      | ジャングル・パトロール The Everglades                       | ルーサー・ジャックス                                         | 第4話 "Primer for Pioneers"                                       |
| 1961-1967 | ガンスモーク Gunsmoke                                       | 様々な役                                                     | 5エピソード                                                       |
| 1962      | サーカス西部を行く Frontier Circus                          | ユライア・フォスター                                         | 第11話 "Coals of Fire"                                            |
| 1962      | トワイライト・ゾーン The Twilight Zone                      | Contractor                                                   | シーズン3 第16話 "Nothing in the Dark"                            |
| 1962      | 拳銃街道 Tales of Wells Fargo                               | ハンソン                                                     | シーズン6 第23話 "Winter Storm"                                   |
| 1962      | 87分署 87th Precinct                                        | フランクリン・フェルプス                                     | 第23話 "Killer's Choice"                                          |
| 1962      | サーフサイド6 Surfside 6                                    | ポール・ワイアット                                           | シーズン2 第40話 "Midnight for Prince Charming"                   |
| 1962      | 幌馬車隊 Wagon Train                                        | カービー/ジョン・マスキー                                    | 2エピソード                                                       |
| 1963      | 青春の河 It's a Man's World                                 | バーグストロム                                               | 第17話 "The Unbalanced Line"                                      |
| 1963      | ロデオ Wide Country                                         | チャーリー・デヴリン                                         | 第17話 "Don't Cry for Johnny Devlin"                              |
| 1963-1965 | 逃亡者 The Fugitive                                         | マット・ピーターズ/タリー/ブラッドリー                       | 3エピソード                                                       |
| 1963-1967 | バージニアン The Virginian                                  | フレデリック・ハーレー/ベン・ウィンタース                    | 2エピソード                                                       |
| 1965      | スラッタリー物語 Slattery's People                          | ジョナサン・ブレイン                                         | シーズン1 第16話 "Question: How Do You Fall in Love with a Town?" |
| 1965      | バークレー牧場 The Big Valley                               | ウォレス・マイルズ                                           | シーズン1 第8話 "My Son, My Son"                                  |
| 1965      | ポール・ブライアン Run for Your Life                        | エドワード・ルーミス                                         | シーズン1 第9話 "This Town for Sale"                              |
| 1965-1967 | FBIアメリカ連邦警察 The F.B.I.                              | ジョージ・デイヴィッド・オーウェンズ/エド・クレイ/クローリー | 3エピソード                                                       |
| 1966      | タイムトンネル The Time Tunnel                              | アラン・ピンカートン                                         | 第12話 "The Death Trap"                                           |
| 1966-1967 | キャット T.H.E. Cat                                         | マカリスター                                                 | 12エピソード                                                      |
| 1967      | シマロン Cimarron Strip                                     | ウィリアム・ペイン                                           | 第4話 "The Battleground"                                          |
| 1967      | 特捜刑事サム Felony Squad                                   | アーニー・ケール                                             | シーズン2 第9話 "Time of Trial "                                  |
| 1967      | ガンマン無情 The Guns of Will Sonnett                       | コリン・アトウッド                                           | シーズン1 第12話 "The Turkey Shoot"                               |
| 1967-1968 | 西部の王者ダニエル・ブーン Daniel Boone                     | ジョセフ・ガース/ジャーヴィス                                | 2エピソード                                                       |
| 1967-1968 | インベーダー The Invaders                                   | ビル・バタシー/ガス・フラッグ                                | 2エピソード                                                       |
| 1968      | ママは太陽 The Doris Day Show                               | ヘンリー・R・プリチャート                                    | シーズン1 第3話 "The Friend"                                      |
| 1968      | 対決ランサー牧場 Lancer                                     | ガント・フォーリー                                           | シーズン1 第4話 "Foley"                                           |
| 1969      | 略奪された100人の花嫁 Here Come the Brides                  | ライジャ                                                     | シーズン1 第26話 "The Deadly Trade"                               |
| 1969-1970 | ハワイ5-0 Hawaii Five-O                                     | ウォーデン/ウェイド                                          | 2エピソード                                                       |
| 1970      | ハイ・シャパラル The High Chaparral                         | エド・ヘンダーソン                                           | シーズン4 第4話 "Wind"                                            |
| 1971      | 西部二人組 Alias Smith and Jones                            | マックス                                                     | シーズン2 第12話 "賞金稼ぎにゃ情けは無用"                         |
| 1971-1973 | 探偵キャノン Cannon                                         | バナー/保安官                                                | 2エピソード                                                       |
| 1974      | ドクター・ウェルビー Marcus Welby, M.D.                     | グランディ・マカリスター                                     | シーズン5 第16話 "No Charity for the MacAllisters"                |
| 1974      | 署長マクミラン McMillan & Wife                              | ファラデー                                                   | シーズン4 第1話 "Downshift to Danger"                             |
| 1974      | 警察物語 Police Story                                       | エルウッド・フレイザー                                       | シーズン2 第9話 "Love, Mabel"                                     |
| 1976      | 爆走トラック!16トン Movin' On                               | サム・ジェリコ                                               | シーズン2 第15話 "Witch Hunt"                                     |
| 1976      | エラリー・クイーン Ellery Queen                             | スタン・ブッフォ                                             | 第22話 "The Adventure of the Disappearing Dagger"                 |
| 1976      | 特報記者キングストン Kingston: Confidential                 | リアドン                                                     |                                                                   |
| 1976      | 華麗な探偵ピート&マック Switch                              | ウィルス                                                     | シーズン2 第11話 "Maggie's Hero"                                  |
| 1977      | ロアルド・ダール劇場/予期せぬ出来事 Tales of the Unexpected |                                                              |                                                                   |
| 1977      | 刑事スタスキー&ハッチ Starsky & Hutch                       | 'Dad' Watson                                                 | シーズン2 第20話 "Huggy Bear and the Turkey"                      |
| 1977      | 刑事バレッタ Baretta                                        | フェイソ                                                     | シーズン4 第5話 "It's Hard But It's Fair"                         |
| 1979      | ベガス Vegas                                                | ウェルマン                                                   | シーズン1 第17話 "Demand and Supply"                              |
| 1979      | サルベージワン Salvage 1                                    | Sheriff                                                      | シーズン1 第14話 "Confederate Gold"                               |
| 1979      | ファンタジー・アイランド Fantasy Island                     | ホークス                                                     | シーズン3 第5話 "The Chain Gang"/"The Boss"                       |
| 1979-1983 | 爆発!デューク The Dukes of Hazzard                          | キャロウェイ/トム・プライアー                                | 2エピソード                                                       |
| 1980      | チャーリーズ・エンジェル Charlie's Angels                   | セバスチャン・クレイグ                                       | シーズン4 第14話 "Of Ghosts and Angels"                           |
| 1981-1985 | Dr.トラッパー/サンフランシスコ病院 Trapper John, M.D.       | 様々な役                                                     | 6エピソード                                                       |
| 1982      | 特攻消防隊コード・レッド Code Red                           | チャーリー                                                   | 第14話 "Trapped by Time"                                          |
| 1982      | ダイナスティ Dynasty                                        | アルフレッド・グライムズ                                     | 3エピソード                                                       |
| 1987-1989 | 13日の金曜日 Friday the 13th: The Series                    | ルイス・ヴェドレーディ                                       | 6エピソード                                                       |
| 1988-1989 | 戦争と追憶 War and Remembrance                              | "ムース"・フィッツジェラルド                                 | ミニシリーズ                                                      |
| 1989      | 美女と野獣 Beauty and the Beast                             | スタンリー・カズマレク                                       | シーズン2 第18話 "A Kingdom by the Sea"                           |
| 1989      | マトロック Matlock                                          | ダルトン・パークス                                           | 2エピソード                                                       |
| 1991      | 絹の疑惑 シルク・ストーキング Silk Stalkings                | キャメロン                                                   | シーズン1 第2話 "Going to Babylon"                                |
| 1991      | タイムマシーンにお願い Quantum Leap                         | デイヴィソン                                                 | シーズン4 第9話 "A Single Drop of Rain"                           |
| 1992-1993 | L.A.ロー 七人の弁護士 L.A. Law                              | フランク・オスグッド                                         | 2エピソード                                                       |
| 1994      | 炎のテキサス・レンジャー Walker, Texas Ranger               | フランク・ドッジ                                             | シーズン1 第22話 "The Reunion"                                    |
| 1995      | シビル Cybill                                               | スティッチ・サリヴァン                                       | シーズン1 第7話 "See Jeff Jump, Jump, Jeff, Jump!"                |
| 1997-1998 | ミレニアム Millennium                                       | The Old Man                                                  | 5エピソード                                                       |